# Patto Gentiloni
Il cosiddetto "patto Gentiloni" fu un accordo politico informale (mai messo per iscritto) intervenuto tra i liberali di Giovanni Giolitti e l'Unione Elettorale Cattolica Italiana (UECI), presieduta dal conte Vincenzo Ottorino Gentiloni (da cui prese il nome), in vista delle elezioni politiche italiane del 1913. 

## Antefatti

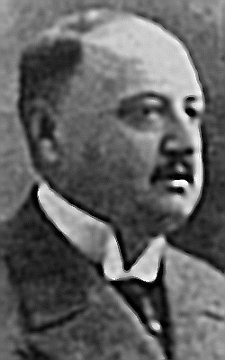
Ritratto di Vincenzo Ottorino Gentiloni.

Agli inizi del XX secolo erano ancora valide, nel mondo cattolico, le dichiarazioni di papa Pio IX (1846-1878) sulla "non convenienza" (non expedit) della partecipazione dei fedeli all'attività politica del Regno d'Italia. Ma l'ambiente delle associazioni laiche era in costante movimento. All'interno dell'Opera dei Congressi, la principale associazione cattolica italiana, divenne egemone il gruppo di don Romolo Murri, che sosteneva la necessità di preferire l'accordo tattico con i socialisti piuttosto che appoggiare i liberali. Nel 1904 papa Pio X (1903-1914) intervenne sciogliendo l'associazione (28 luglio).
Vincenzo Gentiloni e i cattolici vicini al suo orientamento si schieravano invece con la monarchia e con i liberali giolittiani per fermare l'avanzata socialista, marxista e anarchica. Tale orientamento, volto a preservare il patrimonio di valori tradizionali del mondo cattolico, era condiviso anche da Pio X, che nel decreto Lamentabili Sane Exitu nel 1907 aveva condannato 65 proposizioni moderniste e subito dopo aveva comminato la scomunica del modernismo nell'enciclica Pascendi Dominici gregis.
Nel 1909 Pio X promosse la creazione dell'Unione Elettorale Cattolica Italiana (UECI), un'associazione laicale con il compito di indirizzare i cattolici italiani impegnati nell'agone politico. Il pontefice pose il Conte Gentiloni alla direzione dell'organismo. Il primo banco di prova della collaborazione tra UECI e moderati si ebbe in occasione delle elezioni politiche di quell'anno. Diversi cattolici si candidarono nelle liste liberali. L'esito fu positivo: furono eletti 21 "deputati cattolici" nelle liste di Giolitti .
Nel 1913 l'esperimento divenne una prassi, sancita dal cosiddetto «Patto Gentiloni».

## Il contenuto del patto

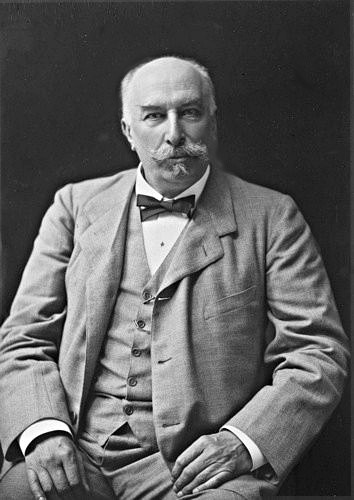
Il presidente del consiglio Giovanni Giolitti

Nel 1912 una riforma elettorale (approvata il 25 maggio) aveva introdotto il suffragio universale maschile. Il numero di aventi diritto al voto aumentò notevolmente, passando dai circa tre milioni iniziali ad oltre 8.600.000. La riforma elettorale approvata era stato il prezzo che Giolitti aveva dovuto pagare ai socialisti di Leonida Bissolati per l'appoggio ottenuto durante la guerra italo-turca. Molti nuovi elettori erano operai e il PSI riscuoteva molti consensi nel mondo operaio proletario.
Giolitti, e con lui vari esponenti della classe politica che aveva governato l'Italia nel suo primo cinquantennio di vita, desiderava bloccare l'avanzata del Partito Socialista Italiano. Prese perciò l'iniziativa di rivolgersi all'Unione Elettorale Cattolica Italiana. Contando sull'esistenza di un precedente (le elezioni del 1909), l'esperimento della collaborazione con i cattolici fu rinnovato.
Il partito liberale mise a disposizione una nutrita quantità di seggi per i candidati cattolici. Da parte sua, Gentiloni fu incaricato di passare al vaglio i candidati liberali, al fine di far confluire i voti dei cattolici su quelli tra loro che promettessero di fare propri i valori affermati dalla dottrina cristiana e, parallelamente, di negare il proprio sostegno a leggi anticlericali.
Dato il sistema elettorale uninominale e maggioritario, il vincolo di appartenenza partitica era molto debole. Per tale ragione il patto consisteva in un elenco di sette punti considerati irrinunciabili per ottenere il sostegno degli elettori cattolici.
I sette punti d'impegno, detti anche «Eptalogo», che ogni candidato doveva sottoscrivere, furono:
1. Difesa delle istituzioni statutarie e delle garanzie date dagli ordinamenti costituzionali alle libertà di coscienza e di associazione, e quindi opposizione anche ad ogni proposta di legge in odio alle congregazioni religiose e che comunque tenda a turbare la pace religiosa della Nazione;
2. Svolgimento della legislazione scolastica secondo il criterio che, col maggiore incremento alla scuola pubblica, non siano fatte condizioni che intralcino o screditino l'opera dell'insegnamento privato, fattore importante di diffusione e di elevazione della cultura nazionale;
3. Sottrarre ad ogni incertezza ed arbitrio e munire di forme giuridiche sincere e di garanzie pratiche, efficaci, il diritto dei padri di famiglia di avere pei propri figli una seria istruzione religiosa nelle scuole comunali;
4. Resistere ad ogni tentativo di indebolire l'unità della famiglia e quindi assoluta opposizione al divorzio;
5. Riconoscere gli effetti della rappresentanza nei Consigli dello Stato, diritto di parità alle organizzazioni economiche o sociali indipendentemente dai principii sociali o religiosi ai quali esse si ispirino;
6. Riforma graduale e continua degli ordinamenti tributari e degli istituti giuridici di giustizia nei rapporti sociali;
7. Appoggiare una politica che tenda a conservare e rinvigorire le forze economiche e morali del paese, volgendole a un progressivo incremento dell'influenza italiana nello sviluppo della civiltà internazionale.

Questi punti furono inseriti anche nell'accordo fondativo (firmato nel 1913) del neonato Partito Liberale Italiano.

## Le conseguenze
Il patto fu concluso in maniera informale: Giolitti, di fronte alle accuse di aver "ceduto" ai cattolici, riferitegli dai liberali della sua maggioranza, ne negò l'esistenza. 
I radicali comunque lasciarono la maggioranza giolittiana e Giolitti perse parte del consenso popolare.
Fra i cattolici, espresse delle riserve don Luigi Sturzo, che si batteva per la creazione di un partito di cattolici . Anche Francesco Luigi Ferrari fu tra i contrari. La Santa Sede appoggiò tacitamente il Patto: in vista delle elezioni, papa Pio X tolse il non expedit in 330 collegi su 508 .
I risultati delle elezioni del 1913 sancirono il grande successo del Patto: i liberali ebbero oltre il 47% dei voti e su 508 seggi ebbero 270 eletti. Di questi, 228 furono gli eletti che avevano sottoscritto gli accordi del Patto prima delle elezioni. I deputati socialisti (PSI e "Socialisti indipendenti e sindacalisti") videro salire a 52 il numero dei propri eletti, i riformisti (Partito Socialista Riformista Italiano) eletti furono 19, mentre 62 furono i radicali (tra cui Romolo Murri), 20 l'Unione elettorale cattolica e 9 i cattolici conservatori (non aderenti al Partito Liberale). 
Prima del «Patto Gentiloni», l'alleato di Giolitti era il Partito Radicale che, con i suoi settanta deputati, aveva appoggiato il terzo e quarto governo Giolitti. Dopo le elezioni del 1913 i radicali passarono all'opposizione per protesta. Dopo il congresso nazionale, svoltosi a Roma tra il 31 gennaio e 2 febbraio 1914, i radicali decisero di uscire dal governo (4 marzo).